# Vevey
Vevey (hist. Vivis) – miasto i gmina (commune) o charakterze turystyczno-wypoczynkowym w zachodniej Szwajcarii, w kantonie Vaud, siedziba administracyjna okręgu (district) Riviera-Pays-d’Enhaut. Leży nad Jeziorem Genewskim.
Od 27 stycznia 1915 r. do końca I wojny światowej działał w Vevey Szwajcarski Komitet Generalny Pomocy Ofiarom Wojny w Polsce (fr. Comité Général de Suisse pour les Victimes de la Guerre en Pologne), założony kilkanaście dni wcześniej w Lozannie m.in. przez Ignacego Jana Paderewskiego i Henryka Sienkiewicza
Vevey jest głównym ośrodkiem regionu winiarskiego Lavaux. Słynie też z jednego z większych świąt winobrania na świecie Fête des Vignerons, organizowanego cztery razy w ciągu stulecia oraz festiwalu filmów komediowych Festival Images.

## Historia

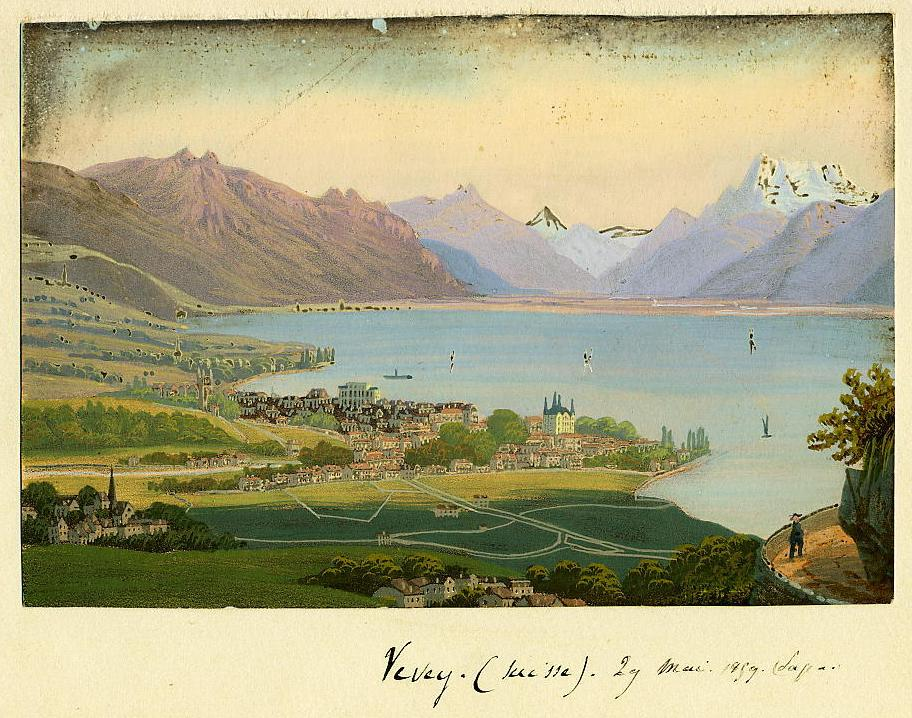
Widok na Vevey w 1839, malowidło na mice, artysta nieznany

Już XX w. p.n.e. na terenie Vevey powstała osada palafitowa, wzniesiona na drewnianych palach ponad taflą jeziora (we współczesnej architekturze określana mianem konstrukcji typu pilotis).
W czasach starożytnego Rzymu powstała miejscowość o nazwie Vibiscum. Vevey jest jednym z etapów Via Francigena – szlaku pielgrzymkowego prowadzącego do Rzymu. Z tego powodu zostało wspomniane przez Sigeryka, arcybiskupa Canterbury w 990 r., jako LIII Vivaec (numer przystanku na drodze pielgrzymki licząc od wyjścia z Rzymu).
W epoce feudalnej Vevey podlegało kapitule katedralnej Lozanny, a później Blonay. Następnie reżim berneński ustanowił wspólne sądownictwo z Château de Chillon.
Po rewolucji w Vaud w 1698, Vevey weszło w okres prosperity: szczególnie rozwinęło się budownictwo publiczne, powstały szpitale i muzea.
W XIX w. powstały zakłady przemysłowe specjalizujące się w produkcji maszyn (Ateliers de constructions mécaniques de Vevey), czekolady i mleka w proszku (Nestlé) oraz manufaktura tytoniowa (Rinsoz & Ormond Tabac S.A.).
Od 1994 r. rozwijany jest koncept Vevey, Ville d’Images (pl. Vevey, miasto obrazów), aby zwrócić uwagę na olbrzymią liczbę firm i instytucji zajmujących się obrazem i komunikacją wizualną, działających w dziedzinie kultury i ekonomii nad Riwierą Vaudyjską. Fundacja Vevey, Ville d’Images powstała w 1999 roku. Ma za zadanie wprowadzać strategię rozwojową, aby rozwijać i koordynować inicjatywy związane z obrazem w dziedzinie kultury, ekonomii czy turystyki.

## Kultura

### Muzea

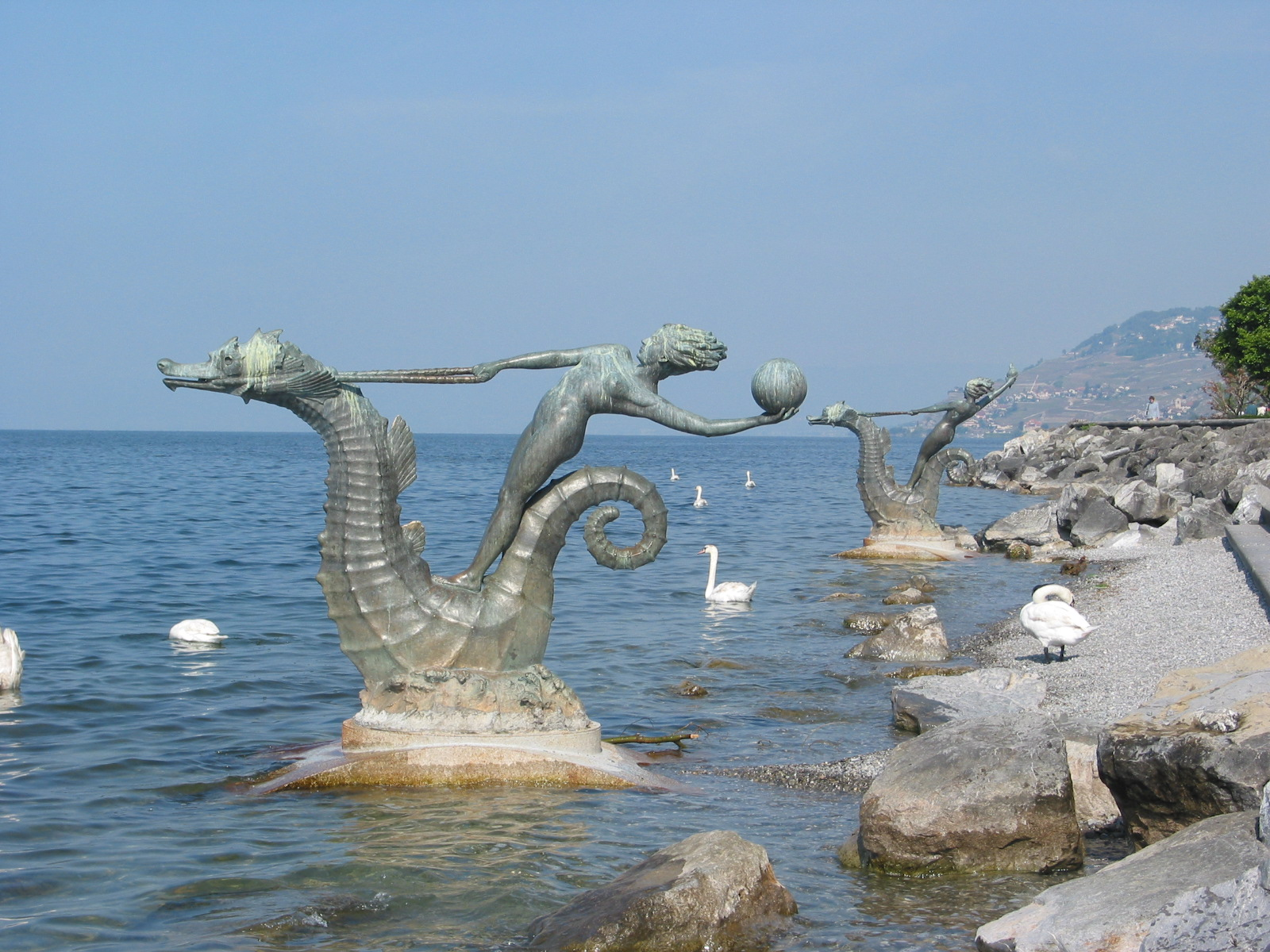
Figury nereid ujeżdżających koniki morskie nad brzegiem Jeziora Genewskiego

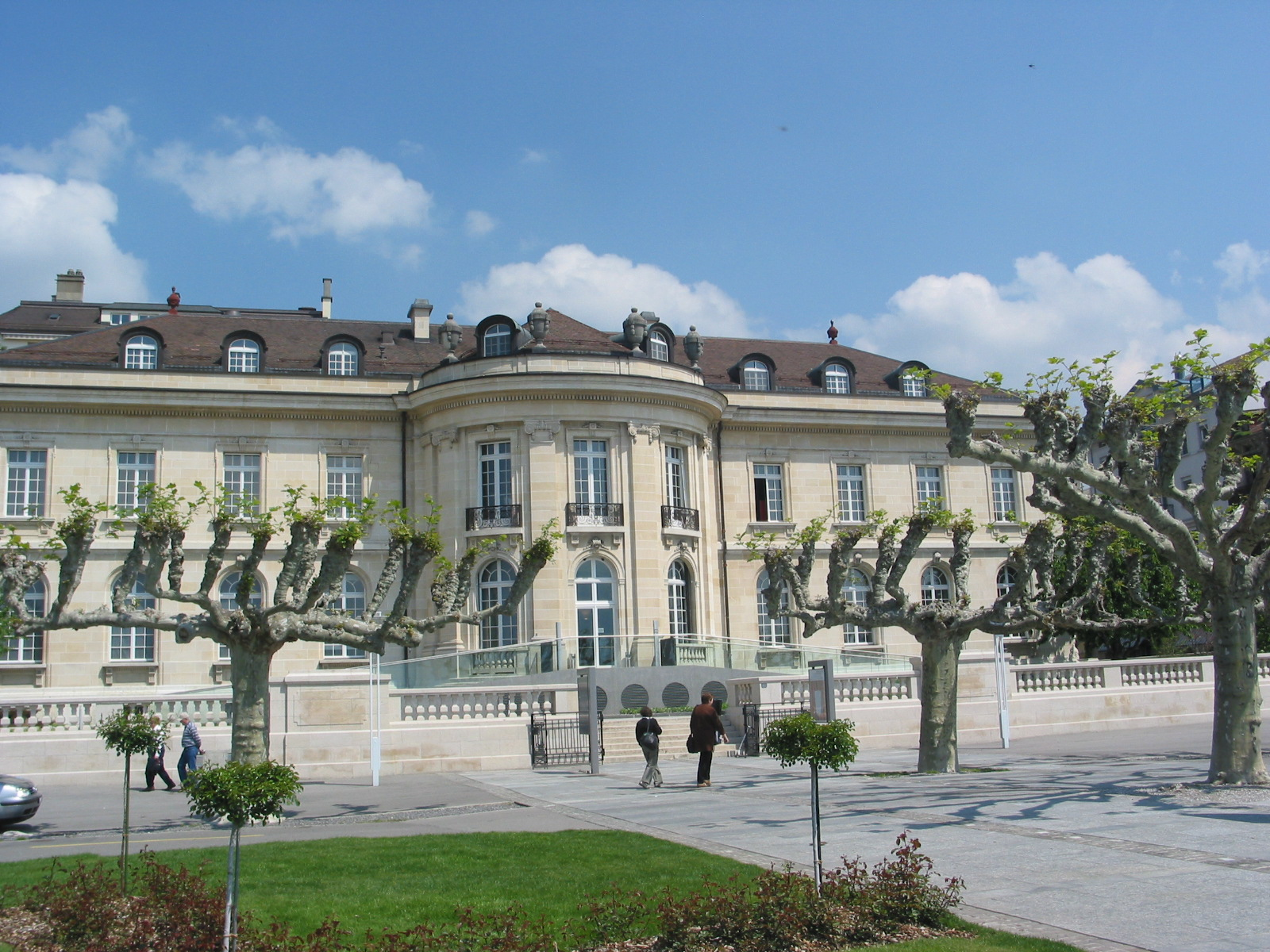
Muzeum Żywności (Musée de l'Alimentation)

- Szwajcarskie Muzeum Aparatów Fotograficznych (Musée suisse de l’appareil photographique) – w 1971 r. Vevey gościło wielką wystawę dotyczącą historii fotografii skupioną wokół znanej kolekcji Michaela Auera. Sukces ekspozycji zrodził pomysł utworzenia muzeum. Założone przez Claude'a-Henry Forneya, zostało otwarte w 1979 r. Początkowo zlokalizowane w apartamencie przy Grand Place nr 5, zostało przeniesione w 1989 r. do XVIII-wiecznego budynku przy Ruelle des Anciens-Fossés, odnowionego przez architekta H. Fovanna i urządzonego przez S. i D. Tcherdyne, muzeografów. Wybór tej zabytkowej budowli był podyktowany obecnością podziemnego przejścia łączącego ją z sąsiednim budynkiem przy Grande Place, co w przyszłości pozwoliłoby na rozbudowanie instytucji. Istotnie, zrealizowano ten plan w 2001 r. pod kierunkiem architekta Joëla Brönnimanna. Muzeum podlega miastu Vevey i jest wspierane dotacjami ze Związku Przyjaciół Szwajcarskiego Muzeum Aparatów Fotograficznych i fundacji o tej samej nazwie
- Muzeum Żywności (Musée de l'Alimentation)
- Muzeum Jenisch (Musée Jenisch) – obejmuje Muzeum Sztuki oraz kantonalny gabinet rycin, w którym znajdują się zbiory Pierre'a Deckera z unikatową kolekcją rycin Dürera i Rembrandta. Podarowany w 1987 r. przez Oldę Kokoschkę, wdowę po artyście, zbiór Fondation Oskar Kokoschka obejmuje ponad 800 dzieł. Muzeum wystawia także Kolekcję Sztuki Nestlé (La Collection d’Art Nestlé)
- Muzeum historyczne Vevey (Musée historique de Vevey)
- Muzeum Bractwa Winiarskiego (Musée de la vigne et du vin)

### Muzyka
Od 1963 w Vevey odbywa się co dwa lata Międzynarodowy Konkurs Pianistyczny im. Clary Haskil.

### Teatry
- Théâtre de Vevey
- Théâtre de l'Oriental
- Théâtre de poche de la Grenette
- Espace Guinguette

## Osoby

### związane z miastem
- Charlie Chaplin ostatnich 25 lat swego życia spędził tutaj, jego pomnik naturalnej wielkości znajdujący się na nadbrzeżnym bulwarze, jest ulubionym miejscem wykonywania pamiątkowych fotografii przez turystów.

- Henryk Sienkiewicz mieszkał tu od 1914 r., początkowo w „Grand-Hôtel”-u, a od listopada 1915 r. w „Hôtel du Lac”, gdzie zmarł w 1916 r. Trumna ze zmarłym pisarzem wystawiona została w miejscowym katolickim kościele Notre-Dame, w którym 22 listopada odbyły się uroczystości żałobne. Na budynku „Hôtel du Lac” 15 listopada 1959 r. zawisła tablica pamiątkowa ku czci Sienkiewicza, ufundowana przez Zbigniewa Poray-Łukaszyńskiego z USA. Jej autorem był zamieszkały we Francji emigracyjny rzeźbiarz Franciszek Black. Druga tablica, tego samego fundatora, zawisła we wspomnianym kościele Notre-Dame. Jej autor (również F. Black) ozdobił ją polskim orłem oraz herbami nie tylko Warszawy, Krakowa i Poznania, ale także Wrocławia, Szczecina, Gdańska, Lwowa i Wilna[6].

## Turystyka
- Villa Le Lac – Le Corbusier
- zamek l'Aile, wspaniała posiadłość przy Place du Marché, własność prywatna

## Religia
Kościoły:
- Cerkiew św. Barbary, prawosławna
- Kościół św. Jana Chrzciciela, katolicki
- Kościół św. Marcina, kalwinistyczny
- Kościół Matki Bożej, katolicki
- Świątynia Gilamont, luterańska
- Kościół Wszystkich Świętych, anglikański

## Edukacja
- Wyższa Szkoła Sztuki Stosowanej w Vevey (École supérieure d'arts appliqués de Vevey)

## Gospodarka
- Nestlé – międzynarodowa korporacja z branży spożywczej

## Współpraca
Miejscowości partnerskie:
- Carpentras, Francja
- Locarno, Szwajcaria
- Müllheim im Markgräflerland, Niemcy

## Transport
Przez teren miasta przebiegają autostrada A9 oraz drogi główne nr 9 i nr 12.
W mieście znajduje się stacja kolejowa Vevey.